# Ніва (Нижньосілезьке воєводство)
Ніва (пол. Niwa) — село в Польщі, у гміні Щитна Клодзького повіту Нижньосілезького воєводства.
Населення — 363 особи (2011).
У 1975-1998 роках село належало до Валбжиського воєводства.

## Демографія
Демографічна структура станом на 31 березня 2011 року:
|          | Загалом | Допрацездатний вік | Працездатний вік | Постпрацездатний вік |
| -------- | ------- | ------------------ | ---------------- | -------------------- |
| Чоловіки | 188     | 31                 | 140              | 17                   |
| Жінки    | 175     | 36                 | 109              | 30                   |
| Разом    | 363     | 67                 | 249              | 47                   |